# Izumrúdne
Izumrúdne (en (ucraïnès): Ізумрудне) és un poble de la República Autònoma de Crimea a Ucraïna, que el 2014 tenia 1.905 habitants. Pertany al districte rural de Djankoi.